# Running with the Night
Running with the Night è un singolo del cantante statunitense Lionel Richie, .pubblicato nel 1983 ed estratto dall'album Can't Slow Down
La canzone è stata scritta da Lionel Richie e Cynthia Weil.

## Tracce
1. Running with the Night
2. Serves You Right

## Classifiche
| Classifica (1983) | Posizione massima |
| ----------------- | ----------------- |
| Regno Unito       | 9                 |
| Stati Uniti       | 7                 |

## Video
Il videoclip della canzone è stato diretto da Bob Giraldi.

## Sample
- Un sample della canzone è presente nel brano Push Up on Me di Rihanna inserito nell'album Good Girl Gone Bad (2007).